# István Lipovniczky
István Lipovniczky, alternativ Lipovnitzky, în germană Stephan Lipovniczky von Lipovnok, în slovacă Štefan Lipovnický, (n. 15 august 1814, Aranyosmarót, azi în Slovacia – d. 12 august 1885, Oradea Mare) a fost un episcop romano-catolic de Oradea Mare cu vederi liberale și democratice.
Din cauza participării sale la Revoluția de la 1848 a fost condamnat la moarte în anul 1852. După doi ani de închisoare ispășiți în penitenciarul austriac de la Kufstein a fost grațiat de împăratul Franz Joseph. În anul 1868 a devenit episcop al Diecezei de Oradea Mare. În această calitate a participat la lucrările Conciliului Vatican I, în cadrul cărora s-a opus dogmatizării infailibilității papale.

## Ctitorii
A ctitorit, între altele, biserica „Sf. Ladislau” din Haieu.

## Galerie de imagini

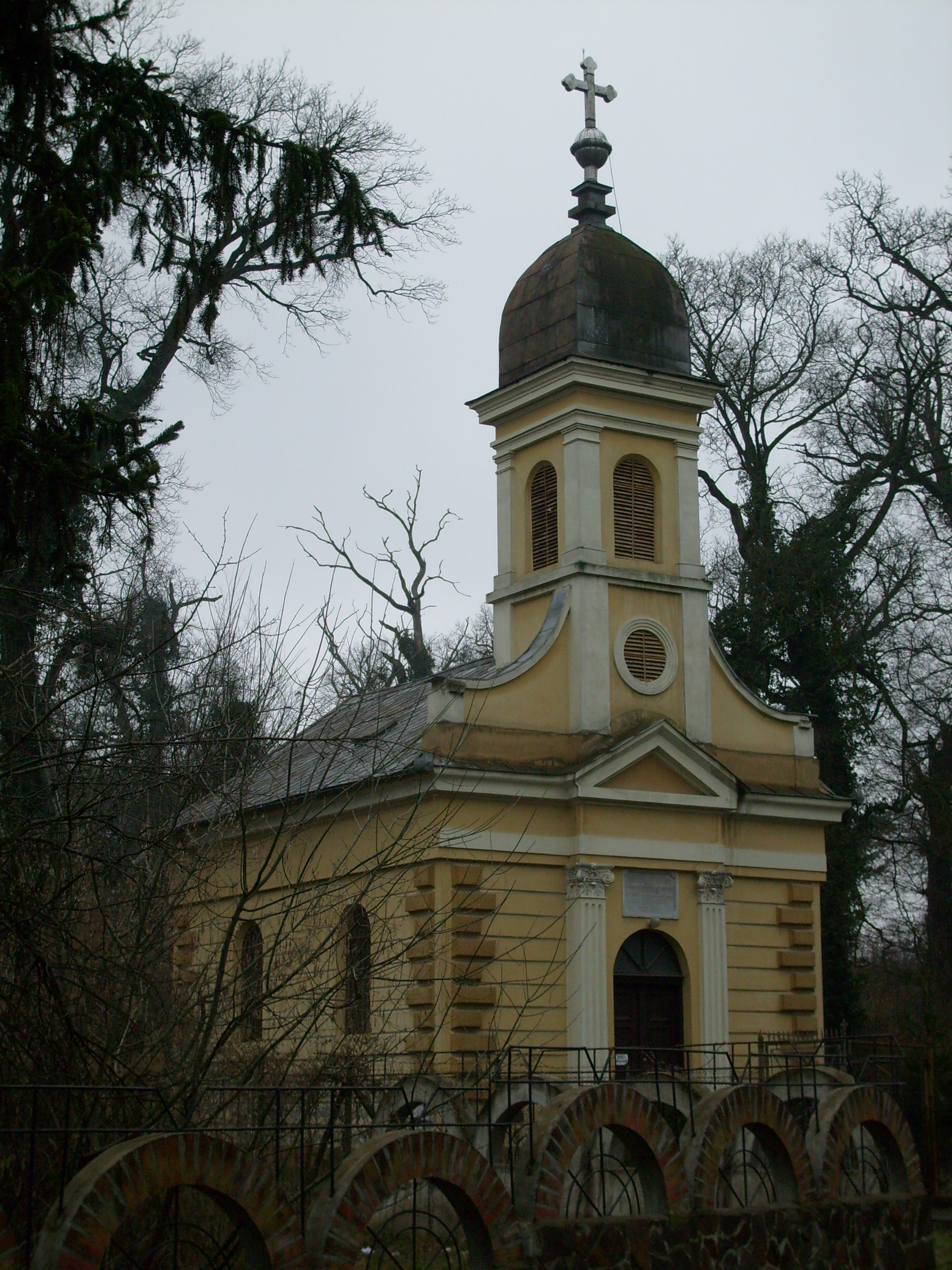
Biserica romano-catolică din Haieu
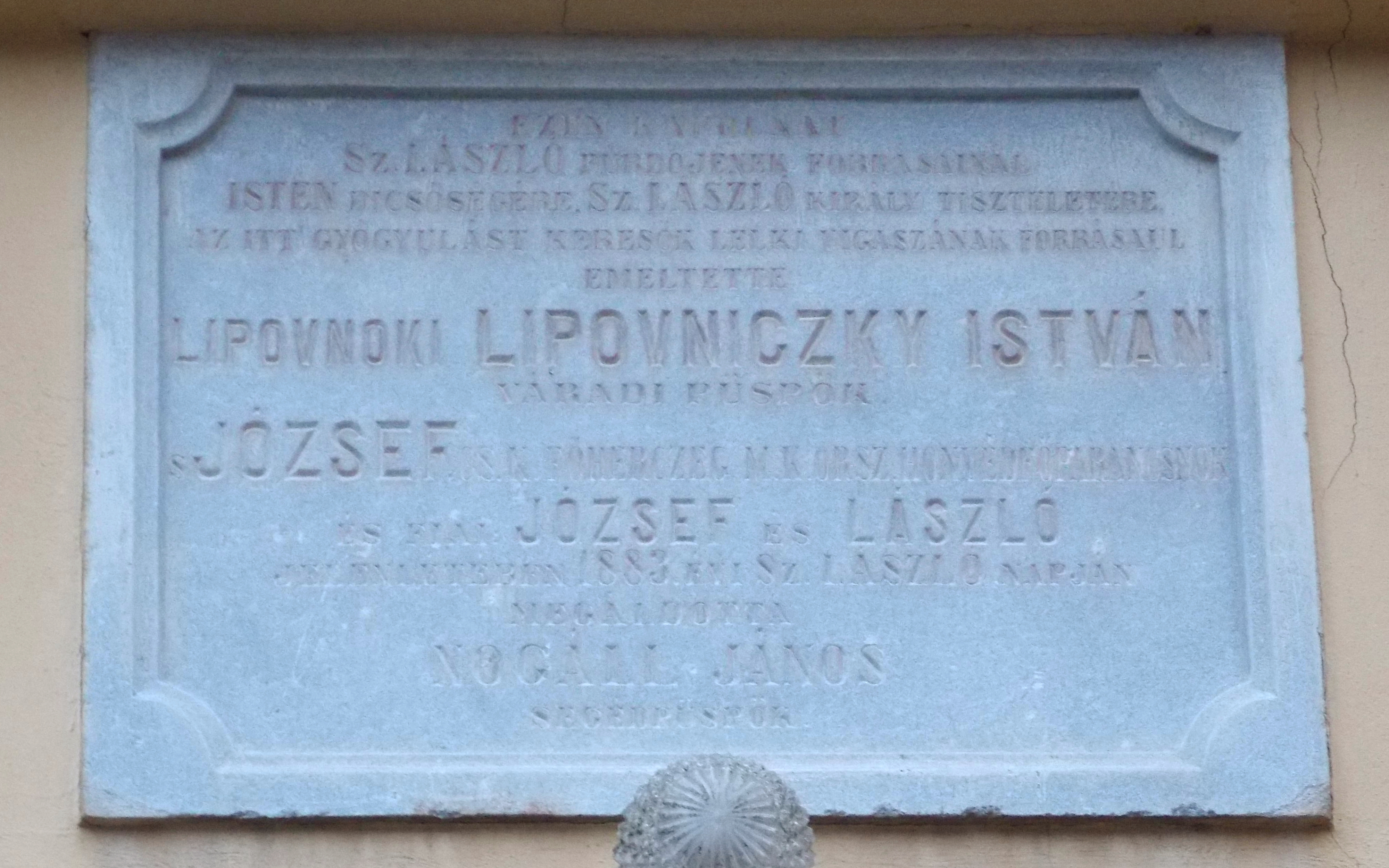
Pisania bisericii din Haieu